# Kadiogo (regione amministrativa)
Kadiogo, in precedenza denominata Regione del Centro (Centre, in francese) è una delle 17 regioni del Burkina Faso. Il suo capoluogo è la capitale del Burkina Faso, Ouagadougou.

## Suddivisione amministrative
La regione è costituita da un'unica provincia:
- Kadiogo